# Pete Rademacher
Thomas Peter Rademacher, poznatiji kao Pete Rademacher (Tieton, Washington, SAD, 20. studenog 1928.) je bivši američki boksač u teškoj kategoriji. Natjecao se u amaterskom a potom u profesionalnom boksu dok je na Olimpijadi u Melbourneu 1956. postao olimpijski pobjednik u svojoj kategoriji. U olimpijskom finalu je za svega dvije i pol minute nokautirao sovjetskog protivnika Leva Muhina. Sam nokaut bio je sam po sebi impresivan jer je Muhin dotad bio neporažen u stotinu borbi.

## Karijera
Pete Rademacher se počeo baviti boksom kao svojevrsnim oblikom rehabilitacije tijekom oporavka od reumatske groznice koju je imao kad je pohađao vojnu školu. Ubrzo se pokazao odličnim te je osvojio nekoliko Zlatnih rukavica (Golden Gloves) u Seattleu. Ti uspjesi su mu onemogućili da se natječe na boksačkom NCAA prvenstvu tijekom studija na Sveučilištu Washington State. Zbog toga se dvije godine bavio američkim nogometom i bejzbolom.
Iako je zbog slomljene ruke propustio nacionalne kvalifikacije za Olimpijadu u Helsinkiju, Rademacher se nastavio baviti amaterskim boksom te je na Olimpijadi u Melbourneu 1956. osvojio zlato u teškoj kategoriji. Do samoga vrha stigao je s tri uzastopna nokauta svojih protivnika što je istinski rekord u olimpijskom boksu. Zbog toga mu je dodijeljena čast nošenja američke zastave prilikom svečane ceremonije zatvaranja Olimpijskih igara.
Nakon uspjeha u amaterskom, Rademacher je prešao u profesionalni boks s ciljem da postane svjetski prvak u teškoj kategoriji. To mu je omogućeno već u debiju protiv Afroamerikanca Floyda Pattersona. Ipak, Patterson se pokazao boljim te je nokautirao svojeg protivnika u šestoj rundi. Rademacher je izgubio i sljedeću borbu protiv Zore Folleyja ali je nakon toga uslijedio niz od šest pobjeda. Zanimljivo je da mu je meč s Ralphom Schneiderom sudio veliki Rocky Marciano.
Među svojim pobjedama, Rademacher je uvrstio i onu protiv kanadskog Hrvata Georgea Chuvala u meču koji je trajao deset rundi.
Posljednju borbu imao je 1962. godine protiv Boba Olsona nakon čega se sportski umirovio. Ukupno gledajući, njegova karijera u profesionalnom boksu je neznatna u usporedbi s uspjesima u amaterskom boksu gdje je osvajao regionalne, vojne i nacionalne naslove a kao krunu karijere i olimpijsko zlato. Tu je i skor od 72:7.
Nakon sportskog umirovljenja, Rademacher je započeo uspješnu poslovnu karijeru kao prodavač te je patentirao nekoliko inovacija. Bio je predsjednik u nekoliko tvrtki, uključujući i Kiefer-McNeil čiji je jedan od vlasnika bio olimpijski plivač Adolph Kiefer. Također, radio je i kao instruktor pucanja, boksački promotor i sudac te ima i zakladu koja se bori protiv raka.

## Mečevi u profesionalnom boksu
| Rezultat   | Omjer  | Protivnik         | Razlog          | Runda | Datum               | Mjesto održavanja   | Bilješka                          |
| ---------- | ------ | ----------------- | --------------- | ----- | ------------------- | ------------------- | --------------------------------- |
| Pobjeda    | 15-1-4 | Bobo Olson        | NO              | 10    | 3. travnja 1962.    | Honolulu, SAD       |                                   |
| Poraz      | 14-1-7 | Karl Mildenberger | bokovi          | 10    | 20. siječnja 1962.  | Dortmund, Njemačka  |                                   |
| Pobjeda    | 14-1-6 | Buddy Turman      | tehnički nokaut | 9     | 30. studenog 1961.  | Dallas, SAD         |                                   |
| Poraz      | 13-1-6 | Archie Moore      | tehnički nokaut | 6     | 23. listopada 1961. | Baltimore, SAD      |                                   |
| Poraz      | 13-1-5 | George Logan      | nokaut          | 2     | 17. kolovoza 1961.  | Boise, SAD          |                                   |
| Poraz      | 13-1-4 | Doug Jones        | nokaut          | 5     | 29. travnja 1961.   | New York, SAD       |                                   |
| Pobjeda    | 13-1-3 | Dan Vanderford    | nokaut          | 1     | 14. travnja 1961.   | Gastonia, SAD       |                                   |
| Pobjeda    | 12-1-3 | Harvey Taylor     | nokaut          | 1     | 22. veljače 1961.   | Yakima, SAD         |                                   |
| Pobjeda    | 11-1-3 | Donnie Fleeman    | NO              | 10    | 23. siječnja 1961.  | Seattle, SAD        |                                   |
| Pobjeda    | 10-1-3 | Willi Besmanoff   | NO              | 10    | 13. prosinca 1960.  | Cleveland, SAD      |                                   |
| Pobjeda    | 9-1-3  | Kirk Barrow       | PO              | 10    | 8. prosinca 1960.   | Spokane, SAD        |                                   |
| Pobjeda    | 8-1-3  | George Chuvalo    | NO              | 10    | 19. srpnja 1960.    | Toronto, Kanada     |                                   |
| Pobjeda    | 7-1-3  | LaMar Clark       | tehnički nokaut | 10    | 29. lipnja 1960.    | Salt Lake City, SAD |                                   |
| Poraz      | 6-1-3  | Brian London      | nokaut          | 7     | 26. travnja 1960.   | London, UK          |                                   |
| Neriješeno | 6-1-2  | Ulli Ritter       | bodovi          | 10    | 8. travnja 1960.    | Berlin, Njemačka    |                                   |
| Pobjeda    | 6-0-2  | Ulli Nitzschke    | nokaut          | 7     | 6. veljače 1960.    | Frankfurt, Njemačka |                                   |
| Pobjeda    | 5-0-2  | Johnny York       | bodovi          | 8     | 9. prosinca 1959.   | Cleveland, SAD      |                                   |
| Pobjeda    | 4-0-2  | Buddy Keener      | nokaut          | 1     | 12. studenog 1959.  | Columbus, SAD       |                                   |
| Pobjeda    | 3-0-2  | Calvin Butler     | NO              | 10    | 29. rujna 1959.     | Miami, SAD          |                                   |
| Pobjeda    | 2-0-2  | Ralph Schneider   | tehnički nokaut | 3     | 17. rujna 1959.     | Greenville, SAD     |                                   |
| Pobjeda    | 1-0-2  | Eldridg Thompson  | tehnički nokaut | 5     | 13. kolovoza 1959.  | Columbus, SAD       |                                   |
| Poraz      | 0-0-2  | Zora Folley       | nokaut          | 4     | 25. srpnja 1958.    | Los Angeles, SAD    |                                   |
| Poraz      | 0-0-1  | Floyd Patterson   | nokaut          | 6     | 22. kolovoza 1957.  | Seattle, SAD        | Borba za naslov svjetskog prvaka. |

- NO, nepoznata, anonimna odluka sudaca (UD, unanimous decision)
- PO, podijeljena odluka sudaca (SD, split decision)

## Vanjske poveznice
- Profil Rademachera na Sports-reference.com  Arhivirana inačica izvorne stranice od 12. studenoga 2012. (Wayback Machine)